# Сатанинска Библия
Сатанинската библия (на английски: The Satanic Bible) е книга написана през 1969 година от Антон Шандор Ла Вей. Жанра на тази книга е езотерика и астрология със сатанински етикет. Същият писател създал и книгата – „Сатанински ритуали“.
Тази книга, както и останалите книги на същия писател, служи на редица сатанински секти по света. В „Сатанинската библия“ са описани принципите на сатанизма и основите, както и молитви към дявола. Самият писател Антон Шандор Ла Вей е обявен за еретик/антихрист или сатанист. Той се формирал под влиянието и идеите на Николо Макиавели, Фридрих Ницше, Калиостро и много други.